# Cattedrale di Aleksandr Nevskij (Tallinn)
La cattedrale di Aleksandr Nevskij (in estone: Aleksander Nevski katedraal) è la cattedrale ortodossa di Tallinn, capitale dell'Estonia. 
Con le sue cupole domina la collina di Toompea, nella città vecchia.
La cattedrale è sede dell'eparchia di Tallinn, dipende dalla chiesa ortodossa estone, a sua volta dipendente dal Patriarcato di Mosca.

## Storia
La cattedrale fu costruita alla fine del XIX secolo per iniziativa della popolazione ortodossa con le donazioni raccolte da tutto l'impero. La cattedrale fu edificata in stile bizantino-russo fra il 1895 e il 1900 su progetto di architetto Mikhail Preobrazhensky. Alessandro III, lo zar, si salvò da un incidente ferroviario il 17 ottobre 1888 e volle ringraziare Sant'Aleksandr Nevskij (un eroe della storia russa, il Santo della Chiesa ortodossa russa). Per la grazia ricevuta erigendo in suo nome una nuova chiesa a Tallinn. Aleksandr Nevskij - il principe di Novgorod e di Vladimir dal 1252 fino alla sua morte; venne incaricato di difendere le terre del nord-ovest russo dagli svedesi e dai tedeschi del Baltico.
Intanto lo zar morì e gli succedette il figlio Nicola II, sotto il cui impero venne conclusa la cattedrale, consacrata solennemente il 30 maggio 1900. Tuttavia la Rivoluzione, l'invasione tedesca, il periodo sovietico e vari scoraggiamenti tecnici fecero sì che la cattedrale non venisse rasa al suolo. Durante l'URSS, comunque, si ebbe la proposta, mai realizzata, di trasformarla in planetario. Durante l'occupazione tedesca la Cattedrale di Alexandr Nevskij è stata chiusa. Nel maggio 1945, la cattedrale è stata riaperta al culto ed è nuovamente diventata il centro della vita della chiesa ortodossa in Estonia. Il difficile e responsabile compito - di preparare per la consacrazione della Cattedrale e la ripresa del servizio divino in essa è stato affidato a Aleksei Ridiger, il futuro Patriarca di Mosca e di tutte le Russie - Alessio II (Tallinn, 23 febbraio 1929 – Peredelkino, 5 dicembre 2008), quindicesimo patriarca della Chiesa ortodossa russa.
Durante l'ultimo decennio del XX secolo la cattedrale è stata rinnovata, la facciata restaurata, ricostruite (anche se senza doratura) le cupole, sostituite le parti metalliche della decorazione esterna sul tamburo principale, installate sulle cupole nuove croci, realizzate a San Pietroburgo in completa analogia con il vecchio stile.

## Architettura
La chiesa è a pianta centrale (croce greca) con cinque cupole a cipolla. La facciata, che gioca sul contrasto del rosso dei mattoni con il bianco delle rifiniture, è abbellita da mosaici e motivi ornamentali orientaleggianti. L'interno è affrescato ed arredato con icone, candelabri, tappeti e piccole edicole in legno dorato.

## Galleria d'immagini

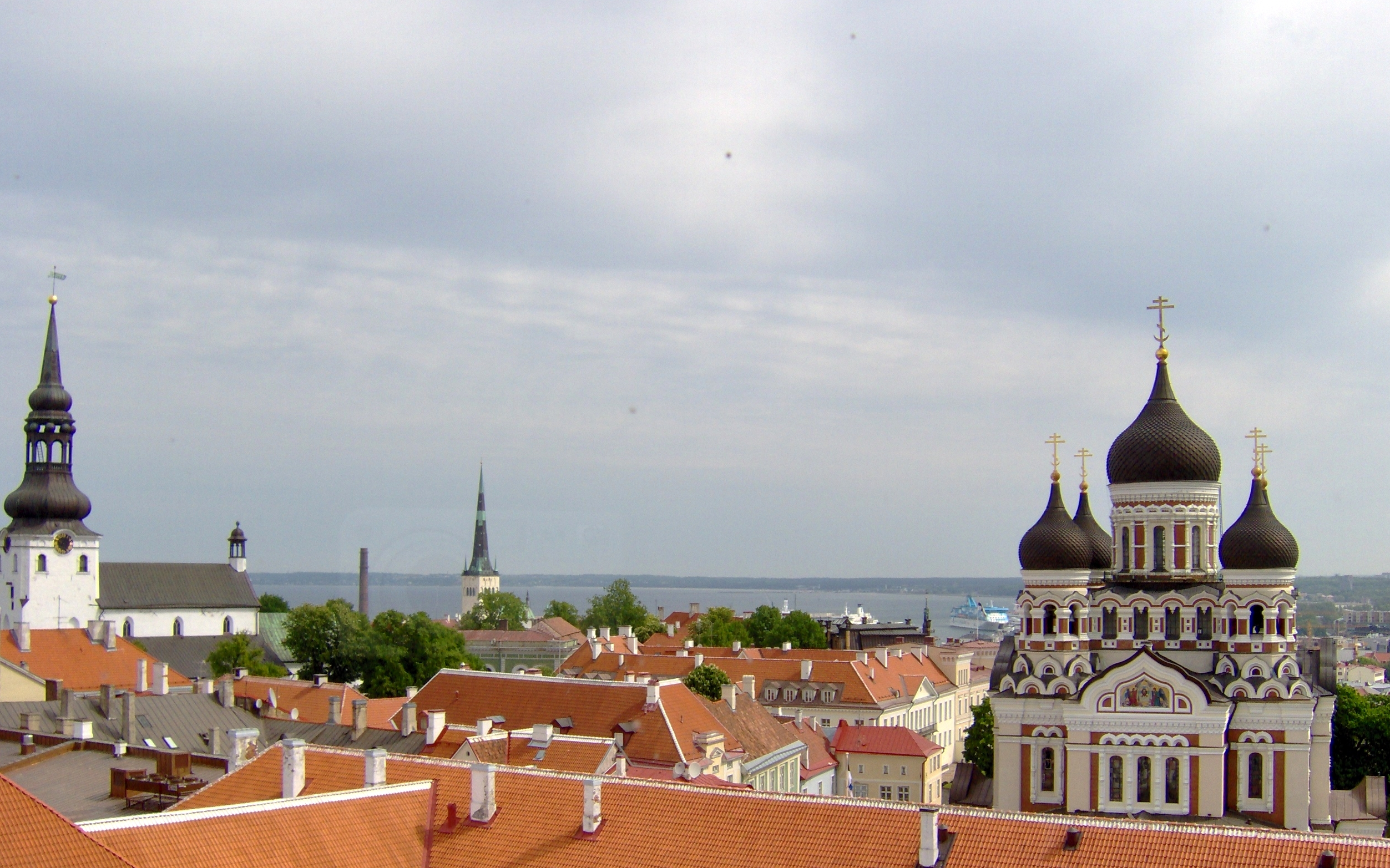
La cattedrale domina la collina di Toompea
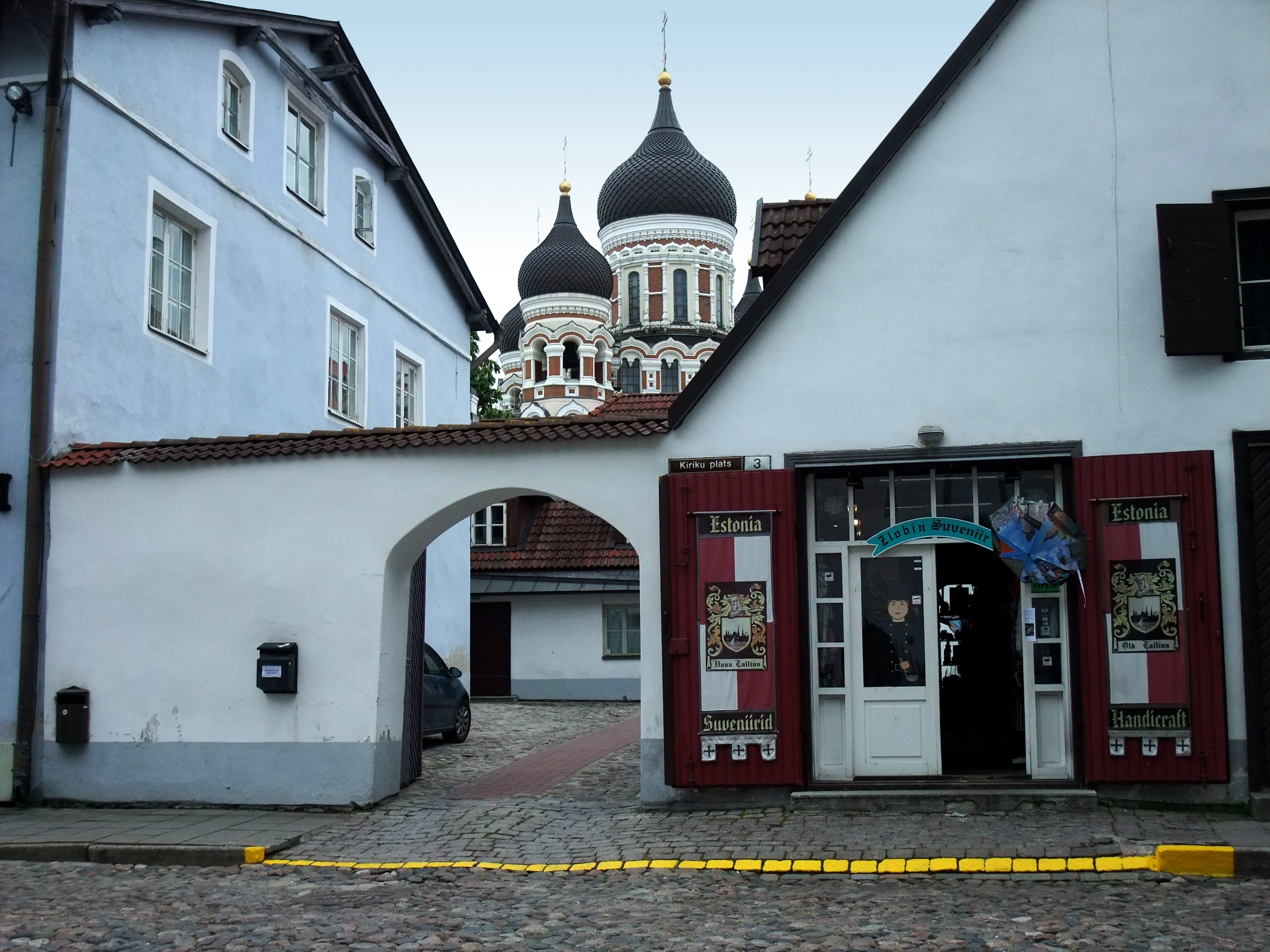
Scorcio
Veduta della chiesa
La facciata
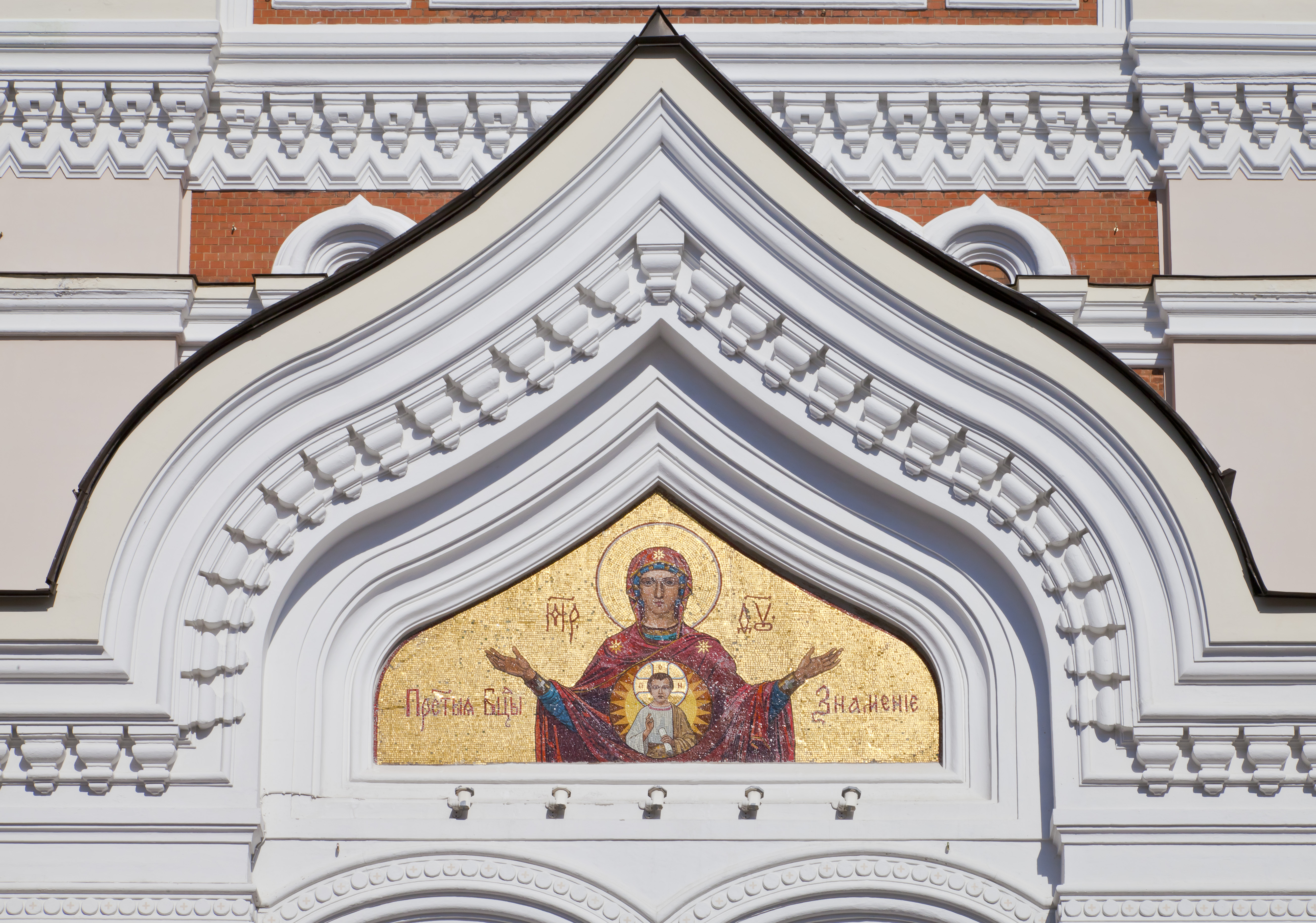
Dettaglio della facciata
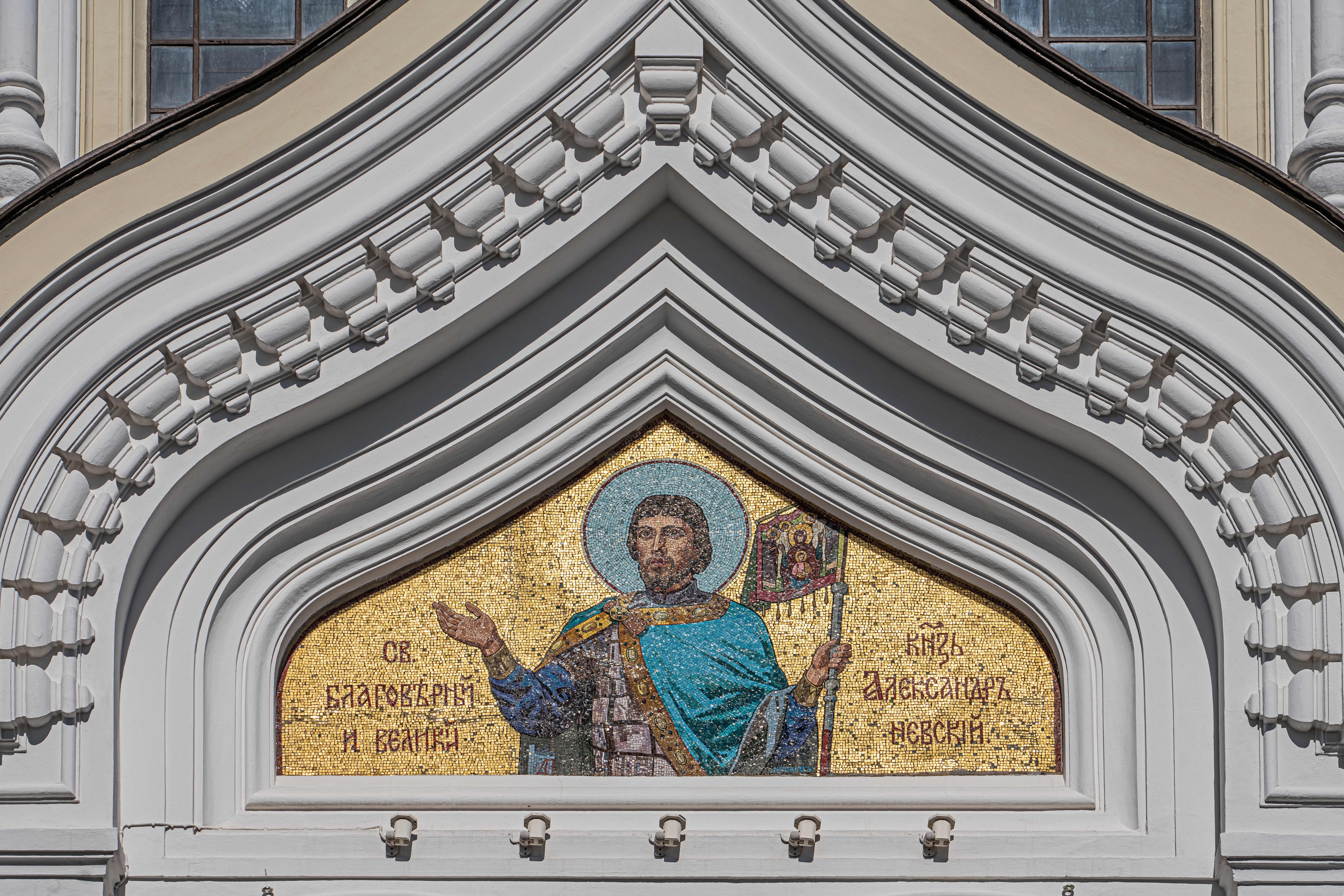
Mosaico di Sant'Aleksandr Nevskij sopra il portale
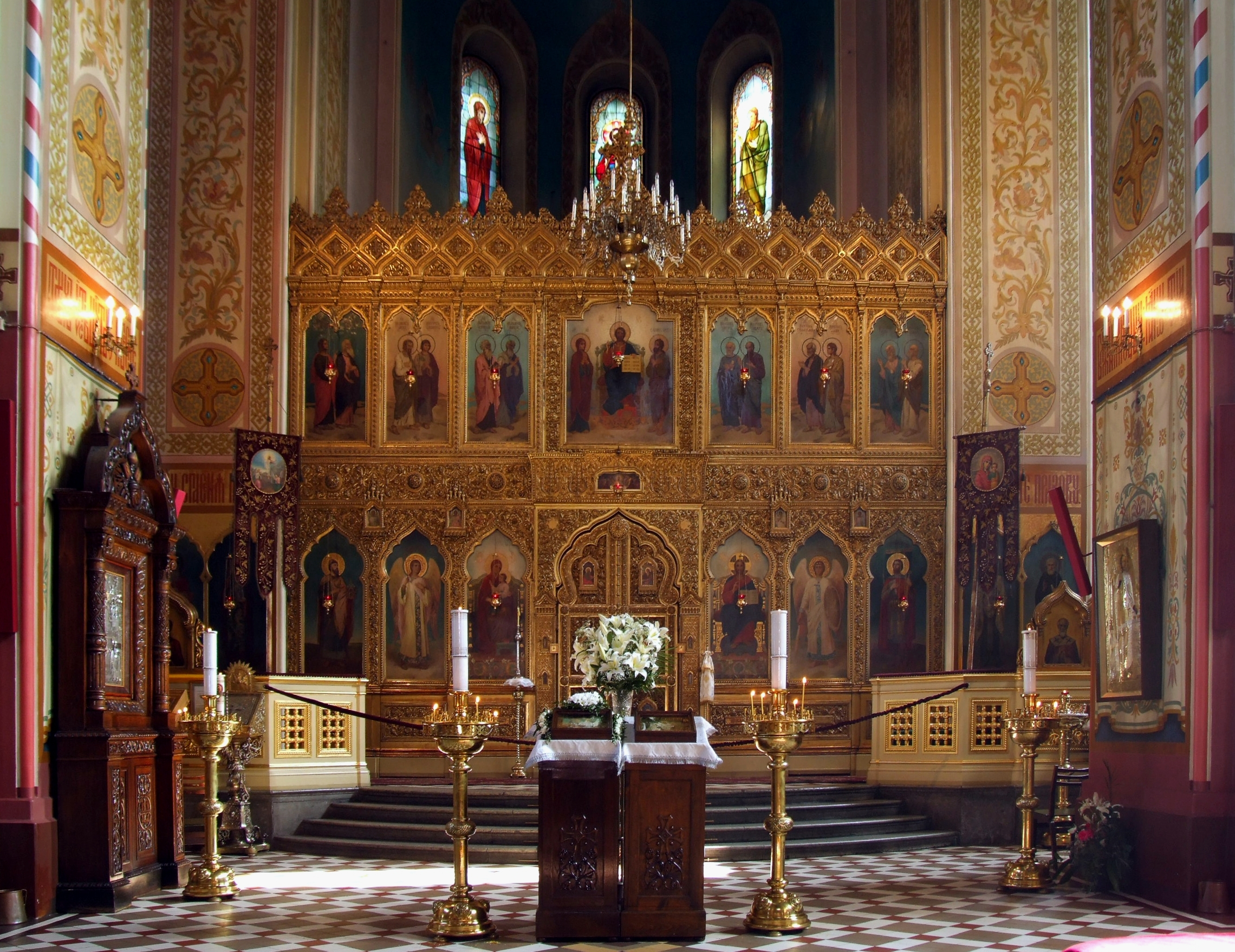
L'iconostasi all'interno